# Wojciech Fornalik
Wojciech Fornalik (ur. 10 lutego 1949 w Gostyniu, zm. 25 stycznia 2022) – polski przedsiębiorca branży budowlanej, założyciel i pierwszy właściciel firmy DEFOR SA w Śremie.

## Życiorys

### Młodość i wykształcenie
Urodził się 10 lutego 1949 w Gostyniu. Ojciec Bolesław pracował w Gminnej Spółdzielni „Samopomoc Chłopska” jako kierownik do spraw handlu, matka Felicja zajmowała się domem. W 1955 rodzina przeprowadziła się do Rabki, gdzie Wojciech w 1956 rozpoczął naukę w szkole podstawowej. W 1957 powrócili do Wielkopolski, gdzie ojciec został dyrektorem Ośrodka Szkoleniowo-Kolonijnego Gminnych Spółdzielni „Samopomoc Chłopska” w Nieszawie. W latach 1957–1963 Wojciech uczęszczał do szkoły podstawowej w Białężynie, następnie podjął naukę w liceum ogólnokształcącym w Rogoźnie. W 1965 rodzina przeprowadziła się do Poznania i Wojciech kontynuował naukę w I Liceum Ogólnokształcącym im. Karola Marcinkowskiego. Po zdaniu egzaminu dojrzałości rozpoczął studia na Wydziale Budownictwa Lądowego Politechniki Poznańskiej, które ukończył w 1975.

### Praca i działalność biznesowa
Po ukończeniu studiów Wojciech Fornalik przeprowadził się wraz z żoną do Śremu, gdzie rozpoczął pracę w państwowej firmie budowlanej. W 1984 utworzył prywatne przedsiębiorstwo Wytwórnia Elementów Budowlanych w Chrząstowie, zajmujące się produkcją stropów i pustaków. W 1990 założył działającą do dzisiaj spółkę DEFOR SA, zajmującą się produkcją okien z PCW, a od 1993 również produkcją ślusarki aluminiowej. Obecnie głównym polem działalności firmy jest projektowanie, produkcja i montaż fasad aluminiowo-szklanych. W 1990, po przemianach ustrojowych, Wojciech Fornalik został również radnym I kadencji Rady Miasta Śrem. W 2000 przeprowadził się do Chrząstowa. Zmarł 25 stycznia 2022, po jego śmierci firmę przejęli synowie.

## Życie prywatne
W 1975 Wojciech Fornalik poślubił Teresę Tylewską, którą poznał na studiach (zmarła w 1998). Mieli trzech synów: Michała (ur. 1976), Krzysztofa (ur. 1978) i Stanisława (ur. 1990).

## Twórczość artystyczna
W czasie wolnym Wojciech Fornalik zajmował się rysunkiem, malarstwem, fotografią i rzeźbiarstwem, pierwsze prace tworząc jeszcze w dzieciństwie. Twórczością artystyczną zajmował się amatorsko przez cale życie; pierwszą wystawę jego prac – „Drzewa, ptaki, robaki” – zaprezentowano w Muzeum Śremskim jednak dopiero w maju 2024.